# Power Rangers : Cosmic Fury
 (mai 2023).
Chronologie
Toujours vers le futur Mighty Morphin Evolution
Power Rangers : Cosmic Fury est la 30e saison de la série télévisée américaine Power Rangers, adaptée du Kishiryū Sentai Ryusoulger avec des éléments issus de Uchū Sentai Kyūranger et produite par Hasbro au sein de leur division cinématographique Allspark Pictures et Entertainment One.
Composée de 10 épisodes, elle a été mise en ligne le 29 septembre 2023 sur Netflix. Elle poursuit le récit établi dans Dino Fury et célèbre le 30e anniversaire de la franchise.
C'est la troisième production de Hasbro après l'acquisition de la franchise et est actuellement la dernière saison à se dérouler dans la continuité principale établie depuis Mighty Morphin. Une série reboot est prévue pour 2025.

## Synopsis
Le Seigneur Zedd s'est échappé, et cette fois sa destruction s'étend aux confins les plus lointains de l'espace ! Les Rangers doivent trouver de nouveaux Zords et de nouveaux pouvoirs pour faire face à la dernière menace de Zedd, et ils ne le feront pas seuls. Rejoints par quelques visages familiers, ils découvriront le pouvoir des Orbes cosmiques et deviendront les Rangers Cosmic Fury, équipés de nouveaux uniformes, de nouvelles armes et d'une toute nouvelle flotte de Zords.

## Distribution

### Rangers Dino Fury / Rangers Cosmic Fury
| Acteurs                             | Rôles                         | Rangers                   | Armes                                                                          | Zords |
| ----------------------------------- | ----------------------------- | ------------------------- | ------------------------------------------------------------------------------ | --- |
| Hunter Deno (VF : Cindy Lemineur)   | Amélia Jones                  | Ranger Dino Fury rose     | Morpher Dino Fury, Clés Dino Fury, Sabre Chromafury                            | Zord Lion cosmique |
| Hunter Deno (VF : Cindy Lemineur)   | Amélia Jones                  | Ranger Cosmic Fury rouge  | Morpher Cosmic Fury, Orbe cosmique Ankylo, Marteau Ankylo                      | Zord Lion cosmique, Zord Dragon cosmique                                                                                            |
| Russell Curry (VF : Stéphane Otero) | Zayto                         | Dino Fury Ghost Ranger    | Morpher Dino Fury, Clés Dino Fury, Sabre Chromafury                            | |
| Russell Curry (VF : Stéphane Otero) | Zayto                         | Ranger Cosmic Fury zénith | Morpher Cosmic Fury, Orbe cosmique T-Rex, Bâton du Maître de la Transformation | Zord Dragon cosmique |
| Kai Moya (VF : Tom Trouffier)       | Ollie Akana                   | Ranger Dino Fury bleu     | Morpher Dino Fury, Clés Dino Fury, Sabre Chromafury                            | |
| Kai Moya (VF : Tom Trouffier)       | Ollie Akana                   | Ranger Cosmic Fury bleu   | Morpher Cosmic Fury, Orbe cosmique Tricéra, Tricéra Blaster                    | |
| Tessa Rao (VF : Estelle Darazi)     | Isabella « Izzy » Naya Garcia | Ranger Dino Fury vert     | Morpher Dino Fury, Clés Dino Fury, Sabre Chromafury                            | Zord Caméléon cosmique, Zord Taureau cosmique                                                                                       |
| Tessa Rao (VF : Estelle Darazi)     | Isabella « Izzy » Naya Garcia | Ranger Cosmic Fury vert   | Morpher Cosmic Fury, Orbe cosmique Tigre, Griffes Tigre                        | Zord Requin cosmique, Zord Caméléon cosmique                                                                                        |
| Chance Perez (VF : Oscar Douieb)    | Javier « Javi » Garcia        | Ranger Dino Fury noir     | Morpher Dino Fury, Clés Dino Fury, Sabre Chromafury, Bras Rafkonien            | |
| Chance Perez (VF : Oscar Douieb)    | Javier « Javi » Garcia        | Ranger Cosmic Fury noir   | Morpher Cosmic Fury, Orbe cosmique Stégo, Pointe Stégo, Bras Rafkonien         | Zord Taureau cosmique, Zord Aigle cosmique, Zord Grizzly cosmique, Zord Caméléon cosmique                                           |
| Jordon Fite (VF : Maxime Baudouin)  | Aiyon                         | Ranger Dino Fury doré     | Blaster doré, Clés Dino Fury                                                   | Zord Requin cosmique, Zord Scorpion cosmique                                                                                        |
| Jordon Fite (VF : Maxime Baudouin)  | Aiyon                         | Ranger Cosmic Fury doré   | Morpher Cosmic Fury, Orbe cosmique Mosa, Lame Mosa                             | Zord Cobra cosmique, Zord Requin cosmique, Zord Scorpion cosmique, Zord Balance cosmique, Zord Loup cosmique, Zord Grizzly cosmique |
| Jacqueline Joe (VF : Uriel Semmel)  | Fern                          | Ranger Cosmic Fury orange | Morpher Cosmic Fury, Orbe cosmique Solonienne, Griffe Solonienne               | Zord Scorpion cosmique, Zord Requin cosmique                                                                                        |

### Autres Rangers
| Saisons           | Acteurs                                | Rôles                      | Rangers                                | Armes                                                                      | Zords                                                  |
| ----------------- | -------------------------------------- | -------------------------- | -------------------------------------- | -------------------------------------------------------------------------- | ------------------------------------------------------ |
| Mighty Morphin    | David Yost (VF : Mark Lesser)          | William « Billy » Cranston | Ranger bleu                            | Transmutateur, Médaillon Tricératops, Pistolet-Épée, Lance Laser           | Zord Loup cosmique, Zord Cobra cosmique (télécommandé) |
| Dino Super Charge | Ryan Carter (VF : Adrien Larmande)     | Heckyl                     | Ranger Dino Charge obscure             | Boomerang Spino, Dino Phone                                                |                                                        |
| Ninja Steel       | Kelson Henderson (VF : Jérémy Prévost) | Mick Kanic                 | Ranger Ninja Steel rouge (additionnel) | Ninja Morpher de Combat, Étoile de Pouvoir Ninja rouge, Sabre Étoile Ninja | Zord Grizzly cosmique, Zord Aigle cosmique             |

- William « Billy » Cranston (David Yost) : Billy Cranston, le Ranger bleu (Mighty Morphin), rencontre les Rangers Dino Fury lors d'un voyage de recherche avec Mick Kanic sur Zordnia et s'associe à eux pour combattre l'armée de Bajillia Naire. Après que les Rangers Dino Fury aient perdu leurs pouvoirs, il crée les Morphers Cosmic pour leur permettre de se transformer en Rangers Cosmic Fury. Billy reste avec les Rangers Cosmic Fury alors qu'ils sont coincés sur Erridus jusqu'à ce qu'ils libèrent Pine Ridge, où il retourne à Angel Grove pour libérer d'autres villes sur Terre. Il reste également sur Terre pour aider à combattre les forces du Seigneur Zedd alors que les Rangers Cosmic Fury attaquent Eltar pour sauver Ollie, mais il revient avec de l'aide dans le Megazord pour détruire une flotte de Foreuses Calamar en orbite autour de Zordnia. On le voit ensuite au Concert de la Victoire à Pine Ridge, où Aiyon l'informe d'une possible interaction avec Zordon, avec l'espoir possible qu'il puisse le ramener dans notre dimension.
- Heckyl (Ryan Carter) : Heckyl, l'ancien ennemi des Rangers Dino Charge Rangers de Sentai 6, voyage dans la dimension principale et devient un espion pour la Rébellion de la Terre contre l'invasion du Seigneur Zedd, se liant d'amitié avec Squillia pour obtenir des informations d'elle. Il finit par révéler sa véritable nature à Squillia, dévoilant qu'il est devenu le Ranger Dino Charge obscure après un voyage de rédemption. Bien qu'il se batte vaillamment, il est finalement capturé par Squillia et emmené à la Prison de Zedd à Pine Ridge. Après avoir été libéré de la Prison de Zedd, il fait équipe avec les Rangers Cosmic Fury et le Ranger bleu (Mighty Morphin) pour combattre Squillia, Omwhyzo et une armée de Zentinels.
- Mick (Kelson Henderson) : Mick Kanic, l'extraterrestre métamorphe de la Galaxie du Lion, retrouve les Rangers Dino Fury lors d'un voyage de recherche avec Billy Cranston sur Zordnia. Il se voit conférer la capacité de se transformer en Ranger Ninja Steel rouge (additionnel) par le Maître de la Transformation rouge avant d'être capturé par le Maître de la Capture. Il est ensuite chargé de retrouver Zayto, le trouvant sur Levvina et s'associant avec les Rangers Cosmic Fury en pilotant le Zord Aigle cosmique pour combattre une Foreuse Calamar. Ensuite, il retourne chez lui dans la Galaxie du Lion à bord du Zord Aigle cosmique, mais revient sur Terre pour célébrer la défaite du Seigneur Zedd.

### Amis

#### Croiseur cosmique
- Solon (Josephine Davidson) (VF : Camille Donda) : Solon est un Solonasaurus qui se voit attribuer des implants cybernétiques Rafkoniens après avoir été blessée lors de la Grande Guerre des Sporix. Solon continue d'aider son équipe avec son intelligence technologique, créant un bras robotique pour Javi Garcia lorsqu'il le perd en insérant le bâton du Maître rouge dans le pilier pour invoquer les Zords Cosmic Fury. Elle est également responsable de contribuer son essence dans un Orbe cosmique pour Fern afin qu'elle puisse devenir le Ranger Cosmic Fury orange. Elle convertit également le Croiseur cosmique en vaisseau spatial, le pilotant avec les Rangers Cosmic Fury féminins.

#### Pine Ridge
- Tarrick (Jared Turner) : Tarrick, anciennement connu sous le nom de Chevalier du Néant et le père Rafkonien d'Amélia Jones, la Ranger Cosmic Fury rouge, devient le chef de la Rébellion Terrestre à Pine Ridge lorsque Calamar et Cie prend le contrôle de la Terre. Il assiste également les Rangers Cosmic Fury dans la lutte contre le personnel de la Prison de Zedd à Pine Ridge, détruisant avec succès Omwhyzo. Après que les Rangers Cosmic Fury aient vaincu le Seigneur Zedd, il est révélé que sa fille avec Santaura est née, nommée l'enfant Poppy.
- Carlos Garcia (Blair Strang) : Le garde Carlos Garcia est le chef de la défense civique de Pine Ridge et le père de Javi Garcia, le Ranger Cosmic Fury noir, ainsi que le beau-père d'Izzy Garcia, la Ranger Cosmic Fury vert, qui est averti de la menace intergalactique par le Ranger Dino Fury vert. Il est capturé lorsque le Seigneur Zedd prend le contrôle de la Terre et est emmené dans la Prison de Zedd à Pine Ridge, mais il est libéré de la Prison de Zedd après que les Rangers Cosmic Fury réussissent à libérer Pine Ridge. Il est ensuite vu au concert de la victoire après que les Rangers Cosmic Fury aient vaincu le Seigneur Zedd.
- Rina Garcia (Saraid De Silva) : Rina Garcia est la mère d'Izzy Garcia, la Ranger Cosmic Fury vert, et la belle-mère de Javi Garcia, le Ranger Cosmic Fury noir. Elle est capturée lorsque le Seigneur Zedd prend le contrôle de la Terre et est emmenée dans la Prison de Zedd à Pine Ridge, mais elle est libérée de la Prison de Zedd après que les Rangers de Cosmic Fury réussissent à libérer Pine Ridge. Elle est ensuite vue au concert de la victoire après que les Rangers Cosmic Fury aient vaincu le Seigneur Zedd.
- Ed « Papapou » Jones (Greg Johnson) : Ed Jones est le grand-père adoptif d'Amélia Jones, la Ranger Cosmic Fury rouge. Il aide la Rébellion Terrienne à Pine Ridge en livrant des dispositifs de téléportation de la Grille Battleforce à Coral Harbor afin que les Rangers Cosmic Fury puissent briser le Champs Anti-Zords autour de la Terre. Il est ensuite vu au concert de la victoire après que les Rangers Cosmic Fury aient vaincu le Seigneur Zedd.
- Jane et J-Borg (Kira Josephson et Victoria Abbott) : Jane Fairview et J-Borg, les deux responsables de BuzzBlast, tiennent les Rangers Cosmic Fury informés des événements se déroulant sur Terre pendant qu'ils sont coincés sur Erridius. Elles sont capturées lorsque le Seigneur Zedd prend le contrôle de la Terre et sont emmenées dans la Prison de Zedd à Pine Ridge, mais elles sont libérées de la Prison de Zedd après que les Rangers Cosmic Fury réussissent à libérer Pine Ridge.
- Slyther (Campbell Cooley) : Slyther est le dernier généraux restant, créé par Tarrick, qui décide d'abandonner ses mauvaises actions et s'associe avec Mucus pour former le Cirque Magique des Champignons du Docteur Sly. Il revêt également un déguisement humain pour se fondre dans la masse, mais pas suffisamment bien puisque Aiyon les reconnaît lorsqu'ils se produisent à Pine Ridge. Après avoir rencontré les Rangers Cosmic Fury, il tente de prouver sa rédemption en utilisant ses pouvoirs de métamorphose pour se faire passer pour Squillia et infiltrer la forteresse du Seigneur Zedd avec Mucus afin de placer une bombe sur la Statue Tricéra pour guérir Ollie Akana de son influence maléfique. Il réussit mais est capturé par le Seigneur Zedd et est finalement libéré après l'attaque des Rangers Cosmic Fury contre la forteresse du Seigneur Zedd. Ensuite, il s'empare d'une Foreuse Calamar pour participer à la bataille finale contre Bajillia, flottant dans l'espace une fois que la Foreuse Calamar du pilote est détruite, mais il est ensuite vu lors du Concert de la Victoire sur Terre.
- Mucus (Torum Heng) : Mucus est une Bête Sporix à thème de champignon/slime et la dernière restante après que les Maître de la Transformation capturent les autres Bêtes Sporix restantes lorsque Zayto utilise le Sabre Dino légendairepour détruire le Monstre de la Vengeance Nemesis. Elle finit par se réunir avec Slyther et utilise à contrecœur un Charme de Souhait pour devenir humaine afin de se fondre dans la société humaine et de démarrer le Cirque Magique des Champignons du Docteur Sly. Après avoir rencontré les Rangers Cosmic Fury et avoir prouvé qu'elle était rachetée, Zayto utilise sa connexion avec la Grille de Transformation pour retransformer Mucus en sa forme de Bête Sporix, qu'elle utilise pour se faufiler dans la Forteresse du Seigneur Zedd avec Slyther, déguisé en Squillia, afin de poser une bombe sur la Statue Tricéra pour guérir Ollie Akana de son influence maléfique. Elle réussit, mais est capturée par le Seigneur Zedd et est finalement libérée après que les Rangers Cosmic Fury attaquent la Forteresse du Seigneur Zedd. Elle pirate ensuite une Foreuse Calamar pour aider dans la bataille finale contre Bajillia, flottant dans l'espace une fois que le pilote de la Foreuse Calamar est détruite, mais on la voit plus tard au Concert de la Victoire sur Terre.

#### Osaka
- Le docteur Lani Akana (Shavaughn Ruakere) (VF : Sylvie Jacob) : Le docteur Lani Akana est la mère d'Ollie Akana, le Ranger Cosmic Fury bleu, et elle tente de guérir son fils de son influence maléfique. Elle est également dupée en relayant des informations de Mick Kanic à son fils lorsque ce dernier la trompe en lui faisant croire qu'il est guéri de son influence maléfique. Elle est ensuite vue au concert de la victoire après que les Rangers Cosmic Fury aient vaincu le Seigneur Zedd.

#### Terre
- La générale Shaw : La générale Shaw qui dirige la Grille Battleforce informe la Terre et les Rangers Cosmic Fury de l'invasion du Seigneur Zedd.

#### Nibyro
- Gardien de Nibyro : Le Gardien de Nibyro reçoit pour mission de Zayto de s'assurer que le Seigneur Zedd soit piégé dans une illusion où il est coincé à se chamailler avec sa femme, Rita Repulsa.

#### Grille de Transformation
- Maîtres de la Transformation : Les Maîtres de la Transformation sont six êtres immortels qui supervisent la Grille de Transformation. Ils sont présents lors du combat contre Calamar et Co sur Zordnia et sont emprisonnés dans le Maître de la Capture de Scrozzle afin que le Seigneur Zedd puisse utiliser leur pouvoir pour devenir un Maître de la Transformation. Ils sont libérés après que le Seigneur Zedd accepte de libérer leurs pouvoirs en échange de la préservation de sa vie, puis retournent superviser la Grille de Transformation avec leur nouveau membre, Zayto.
  - Maître rouge :
  - Maître rose :
  - Maître vert :
  - Maître bleu :
  - Maître noir :
  - Maître doré :

- Zordon (Russell Curry) : Zordon est un grand sorcier originaire d'Eltar et l'ancien mentor des Rangers (Mighty Morphin). Après s'être sacrifié pour sauver l'univers de l'Alliance Unie du Mal, il fusionne avec la Grille de Transformation. Aiyon, le Ranger Cosmic Fury doré, le rencontre lorsqu'il entre dans la Grille de Transformation, prenant la forme de Zayto pour lui donner des conseils avant que Aiyon ne retourne aider ses coéquipiers dans la bataille finale.

### Ennemis

#### Calamar etCie
Supposée être une méga-corporation dans les confins de l'espace, Calamar et Cie est dirigée par la sans scrupule Bajillia Naire, qui a parcouru l'univers à la recherche de matières premières pour créer des armes de guerre. Son intention est d'utiliser ces armes, ainsi qu'une armée de monstres et de drones spatiaux, pour susciter des conflits et capitaliser sur le besoin de ses clients en matière de services. Pour faire avancer son complot, Bajillia libère de leur captivité deux des méchants les plus vils de l'univers, ignorant joyeusement à quel point ils sont cruels en réalité. Malgré les tentatives incessantes de sa fille Squilia de susciter l'attention sur les réseaux sociaux, Bajillia fixe son objectif sur la Terre afin d'extraire ses ressources et d'asservir la population par le travail forcé. Elle ne réalise pas que ses clients ont leurs propres plans pour conquérir l'univers.
- Seigneur Zedd / Maître Zedd (VF : Vincent Bonnasseau) : Seigneur Zedd, l'Empereur du Mal, est libéré de son emprisonnement cristallin par Bajillia Naire sur Zordnia pour diriger ses forces dans le but de déclencher une guerre intergalactique. Il établit sa principale base sur Eltar, la planète d'origine de son ennemi juré, Zordon. Plus tard, il révèle à Ollie Akana son plan maître, qui consiste à fusionner avec l'énergie des Maîtres de la Transformation capturés, devenant ainsi l'être le plus puissant de l'univers. Il réussit à s'approprier cette énergie, mais il est capturé dans le Maître de la Capture par Scrozzle et Bajillia Naire, qui révèlent qu'ils avaient prévu de l'utiliser pour créer une version maléfique de l'Onde-Z depuis le début. Avant que le tube d'énergie contenant l'énergie maléfique du Seigneur Zedd n'explose, les Rangers Cosmic Fury se téléportent dans le tube pour convaincre Zedd de libérer les Maîtres de la Transformation. Finalement, il accepte en échange de sa survie. Plus tard, il est trompé en pensant qu'il les a détruits, mais en réalité, il est téléporté à Nibyro, où il est piégé pour l'éternité dans une illusion où il se dispute constamment avec sa femme, Rita Repulsa.
- Bajillia Naire (Amanda Billing (en)) (VF : Patricia Spehar) : Bajillia Naire est la PDG de Calamar et Cie, une entreprise maléfique spécialisée dans le commerce d'armes. Après s'être rendue sur Zordnia pour exploiter ses ressources, elle découvre que le Seigneur Zedd est piégé dans le cristal où les Maîtres de la Transformation l'ont emprisonné. Elle le recrute pour diriger ses armées et déclencher une guerre intergalactique afin d'augmenter les profits de sa société. Plus tard, elle utilise sa diffusion en direct pour révéler à ses investisseurs l'emplacement d'un Zord Dragon dormant sur Akraal, qu'elle prévoyait de remettre à Ollie Akana afin qu'il ait son propre Zord maléfique pour affronter les Rangers Cosmic Fury. Après l'échec de cette tentative, elle pilote une Foreuse Calamar pour combattre les Rangers Cosmic Fury, mais elle se retire avant qu'il ne soit détruit grâce aux efforts combinés du Zord Dragon cosmique et du Megzord Cosmic Fury. Après avoir découvert que les Rangers Cosmic Fury se cachent sur Erridus, elle escorte Ollie Akana et Jozotic là-bas par vengeance pour avoir volé le Zord Dragon cosmique. Lorsqu'elle apprend que sa fille a été capturée par les Rangers Cosmic Fury, elle la localise dans la cachette de la rébellion sur Terre, engageant un combat avec elle avant d'être apparemment détruite par une attaque des Rangers Cosmic Fury. Cependant, elle survit grâce à l'une de ses tentacules laissée intacte, ce qui lui permet de se régénérer pour rejoindre le Seigneur Zedd. Elle révèle alors qu'elle l'a utilisé tout au long de ce temps, le capturant avec le Maître de la Capture dans l'intention d'utiliser une version sombre de l'Onde-Z pour détruire tous les êtres bons afin de provoquer des guerres continues et augmenter les profits de Calamar et Cie. Après que les Rangers Cosmic Fury volent le tube d'énergie contenant Maître Zedd, elle les suit jusqu'à Zordnia dans une tentative de libérer l'Onde-Z maléfique, mais elle est détruite par un tir du Blaster cosmique. Cependant, elle parvient à ouvrir une fissure dans le Maître de la Capture.
- Squillia Shar Livia Naire (Brooke Williams) (VF : Karine Foviau) : Squillia Shar Livia Naire est la fille de Bajillia Naire et une influenceuse des médias sociaux avec plus de dix milliards de followers, utilisant la guerre intergalactique dirigée par le Seigneur Zedd comme moyen de créer du contenu viral. Lorsque le Seigneur Zedd dirige son attention vers la Terre, elle est envoyée pour l'assister dans l'invasion aux côtés d'Omwhyzo. Elle se rend finalement sur Eltar pour révéler son dernier coup de cœur, Heckyl, à tout le monde, avant de retourner sur Terre pour fournir des informations à Heckyl, qui se révèle être un espion pour la rébellion. Heckyl tente de la neutraliser, mais Squillia parvient à se défendre et l'envoie en prison sur Pine Ridge, sous le contrôle du Seigneur Zedd. Plus tard, elle fait équipe avec Omwhyzo après que les Rangers Cosmic Fury et leurs alliés sont libérés de la Prison de Zedd. Elle est capturée et endormie par des menottes hypnotiques. Les Rangers Rafkoniens tentent de lire son esprit pour obtenir des informations importantes, mais en vain. Bajillia parvient à localiser leur base secrète en suivant le téléphone de Squillia. Elle est réveillée par sa mère et fait équipe avec elle pour affronter les Rangers Cosmic Fury, mais elle est finalement détruite après avoir été frappée par une série d'attaques des Rangers Cosmic Fury.

| Acteurs  | Rôles       | Rangers                         | Armes                                                                 | Zords           |
| -------- | ----------- | ------------------------------- | --------------------------------------------------------------------- | --------------- |
| Kai Moya | Ollie Akana | Ranger Dino Fury bleu maléfique | Morpher Dino Fury corrompu, Sabre Dino Fury corrompu, Tricéra Blaster | Foreuse Calamar |

- Ollie Akana (Kai Moya) : Ollie Akana, le Ranger Dino Fury bleu, est à nouveau corrompu après avoir été exposé à des toxines maléfiques projetées sur lui par Doodrip. Après avoir piloté une Foreuse Calamar dans une tentative de détruire les Zords Cosmic Fury, il est capturé par Amélia Jones, qui tente de le guérir mais échoue lorsque les statues de Dinohenge sont détruites par le Seigneur Zedd, à l'exception de la statue du Tricéra, qui est épargnée pour qu'il puisse toujours être connecté à la Grille de Transformation en échange de sa loyauté. Après avoir manipulé sa mère pour découvrir l'emplacement de Zayto, il fait équipe avec un groupe de monstres et reçoit un nouveau morpher créé par Scrozzle, lui permettant de se transformer en une version corrompue du Ranger Dino Fury bleu. Après avoir échoué à capturer Zayto et à affronter ses anciens coéquipiers, il décide que le travail d'équipe n'est pas fait pour lui et commence à travailler seul, suivant les conseils du Seigneur Zedd. Après avoir réussi à prendre le Zord Dragon cosmique sur une planète minière, Ollie y place un traceur, qu'il utilise pour localiser la base des Rangers Cosmic Fury sur Erridus. Il s'associe à Jozotic pour les affronter en raison de sa connaissance approfondie d'Erridus, mais échoue à les arrêter. Finalement, Ollie Akana est ramené du côté du bien après que la statue du Tricéra ait été détruite par Mucus et Slyther. Cependant, il continue de feindre d'être maléfique afin d'obtenir des informations sur le plan principal du Seigneur Zedd pour les Rangers Cosmic Fury.
- Inkworth (Chris Howden) : Inkworth est une créature extraterrestre semblable à une pieuvre qui travaille en tant que majordome pour Bajillia Naire, servant des boissons aux méchants qui travaillent pour Calamar et Cie. Il devient géant pour affronter les Rangers Cosmic Fury lorsque ces derniers arrivent sur Eltar pour sauver Ollie, mais il est finalement détruit par l'Ultrazord Cosmic Fury.
- Scrozzle (Campbell Cooley) : Scrozzle, le scientifique robotique qui a travaillé autrefois pour Evox et le Seigneur Zedd, est engagé par Bajillia Naire pour construire un appareil appelé le Maître de la Capture afin de capturer les six Maîtres de la Transformation. Il est également responsable de la création d'une version corrompue du Morpher Dino Fury d'Ollie Akana et de la conception d'une nouvelle arme pour lui, le Tricéra Blaster. Par la suite, il est chargé d'aider Bajillia à activer le Zord Dragon cosmique caché sur Akraal, mais il est bâillonné et ligoté par Zayto. Scrozzle est ensuite présent sur Eltar pour capturer Maître Zedd dans le Maître de la Capture, révélant qu'il a créé l'appareil dans le seul but de générer une Onde-Z maléfique, et il est sur le point de l'activer lorsque Mucus et Slyther, à bord d'une Foreuse Calamar, interrompent leur plan. Finalement, Scrozzle se retire d'Eltar en se téléportant vers un lieu inconnu. Il survit à la guerre et n'est plus revu.
- Doodrip (Mark Wright) : Doodrip est un général en forme de serpent travaillant pour Calamar et Cie. et est responsable de l'exposition d'Ollie Akana à un venin qui le rend à nouveau maléfique. Il est immédiatement licencié par le Seigneur Zedd, mais il tente de se racheter en volant une Mega Foreuse pour attaquer les Rangers Cosmic Fury sur Terre. Cependant, il échoue lorsque lui et la Mega Foreuse sont détruits par un tir du Megazord Cosmic Fury.
- Jozotic (Ashton Brown) : Jozotic est un chasseur semblable à un kraken bleu travaillant pour Calamar et Cie, et il s'associe avec Ollie Akana pour se rendre sur Erridus en raison de sa vaste connaissance de la planète après que des Vers Scorpion aient dévoré ses compagnons de chasse. Il fait équipe avec Ollie Akana pour affronter Zayto et Izzy sur Erridus et prévoit de capturer tous leurs Zords, mais il échoue lorsque ces derniers quittent la planète à bord du Croiseur cosmique. On le voit pour la dernière fois combattre les Vers Scorpion qui ont dévoré ses compagnons de chasse.
- Omwhyzo (Joseph Witkowski) : Omwhyzo est un général en forme d'oiseau travaillant pour Calamar et Cie et il est chargé de diriger l'invasion de la Terre. Il est également responsable de surveiller Squillia, révélant qu'il a un faible pour elle et qu'il est jaloux de l'affection qu'elle porte à Heckyl. Après que les Rangers Cosmic Fury aient libéré la Prison de Zedd à Pine Ridge, il combat les Rangers Cosmic Fury avec une armée de Zentinels et Squillia, mais il est finalement détruit par une attaque de Tarrick.
- Zentinels : Les Zentinels sont des soldats robotiques métalliques créés à partir des ressources extraites des planètes exploitées par les Foreuses Calamar. Ils sont utilisés par Calamar et Cie comme soldats de base lors de leur invasion galactique dirigée par le Seigneur Zedd.
- Garde de sécurité : Les Garde de sécurité sont des gardes du corps chargés de protéger les membres de haut rang de Calamar et Cie.

- Foreuses Calamar : Les Foreuses Calamar sont des excavatrices hybrides et des vaisseaux d'attaque interstellaires exploités par Calamar et Cie. Comme leur nom l'indique, ces vaisseaux ont été initialement présentés comme des machines minières qui forent à travers le sol et la roche pour extraire des minéraux des planètes conquises. En tant que vaisseaux d'attaque, ils possèdent des arsenaux capables de désactiver ou détruire des vaisseaux ennemis, surtout lorsqu'ils sont déployés en groupe.
  - Foreuses Calamar Mode Combat : Les Foreuses Calamar peuvent se transformer en robots lorsqu'ils sont engagés dans des combats individuels avec des Megazords et d'autres vaisseaux ennemis.

- Mega Foreuses : Les Mega Foreuses sont des versions plus grandes des Foreuses Calamar utilisées par Calamar et Cie. Elles agissent en tant que vaisseaux de commandement pour de grandes formations des flottes minières de l'entreprise. En tant que tels, ils disposent d'une puissance de feu plus importante, mais sont généralement moins mobiles en raison de leur taille. Il n'en existe que deux celle de Bajillia et celle de Squillia.
- Drônes Calamar : Les Drônes Calamar sont des petits vaisseaux automatisés utilisés par Calamar et Cie pour diverses missions, y compris des attaques et la collecte d'informations. Ils peuvent être armés et sont souvent déployés en grand nombre pour submerger leurs ennemis.

#### Erridus
Erridus est une planète désertique vers laquelle les Rangers Cosmic Fury s’échappent lorsque le Seigneur Zedd détruit Dinohenge. Elle possède une atmosphère et une gravité similaires à celles de la Terre et se trouve à trente millions d’années-lumière de la Terre. Elle est également habitée par des aliens ressemblant à des vers connus sous le nom de Vers Scorpion.
- Ver Scorpion #1 : Le Ver Scorpion est une créature semblable à un ver originaire d’Erridus. Il naît à partir d’un œuf pendant que les Rangers Cosmic Fury tentent d’installer une antenne pour renforcer leurs systèmes de communication afin de recevoir et de transmettre des messages vers la Terre. Après avoir mangé une quantité importante de fruits collectés par Aiyon, il prend une forme plus grande et affronte Amélia et Aiyon, les battant jusqu’à ce que Javi parvienne à le soumettre grâce à son puissant bras médaillon. Le Ver Scorpion réapparaît plus tard, Aiyon l’attire loin de la base avec un ragoût contenant les fruits consommés par sa race.
- Ver Scorpion #2 : Ce Ver Scorpion géant attaque les Rangers de la Rangers Cosmic Fury alors qu’ils patrouillent dans Erridus à bord de leurs Zords Cosmic Fury. Après avoir été tranché par le Zord Grizzly cosmique, il est détruit par le MegaZord Dragon cosmique.
- Ver Scorpion #3 : Ce Ver Scorpion capture Solon alors qu’elle répare les moteurs du Croiseur cosmique, dans l’intention de la nourrir à leurs bébés, jusqu’à ce que Fern vienne la sauver en se transformant en Ranger Cosmic Fury orange et en le détruisant.

#### Nibyro
- Rita Repulsa (Illusion) : L’illusion de Rita Repulsa est créée par le Gardien de Nibyro pour piéger le Seigneur Zedd sur Nibyro en le faisant se quereller avec sa femme pour l’éternité.

## Armes
- Morphers Cosmic Fury ◆◆◆◆◆◆ : En faisant résonner les énergies des Clés Dino Fury restantes avec le Bâton du Maître de la Transformation, Billy Cranston a créé six Morphers qui ont rétabli la connexion de l'équipe avec la Grille de Transformation après la destruction des statues de Dinohenge. Quatre Morphers ont été donnés immédiatement à l'équipe, tandis que deux autres ont été mis en réserve. Le cinquième a été utilisé par Zayto lorsqu'il a réintégré l'équipe, et le sixième a été pris par la nouvelle Ranger Fern lorsqu'elle est partie sauver le mentor de ses amis, Solon. Lorsque Ollie Akana est revenu dans l'équipe, il a pris le Morpher de Zayto ainsi que l'Orbe cosmique.
- Morpher Dino Fury corrompu : Le Morpher Dino Fury corrompu est une version corrompue du  Morpher Dino Fury créée par Scrozzle pour donner à Ollie Akana la capacité de se métamorphoser en le Ranger Dino Fury bleu maléfique.
- Transmutateur : Le Transmutateur est l'outil nécessaire à Billy Cranston pour se métamorphoser en Ranger bleu (Mighty Morphin).
- Boomerang Spino : Le Boomerang Spino est une arme de type boomerang utilisée par Heckyl pour se métamorphoser en Ranger Dino Charge obscure. Il l'utilise également comme arme personnelle au combat.
- Ninja Morpher de Combat : Le Ninja Morpher de Combat est l'outil nécessaire à Mick Kanic pour se métamorphoser en Ranger Ninja Steel rouge (additionnel).
- Orbes cosmiques ◆◆◆◆◆◆ : Six Orbes cosmiques ont été créés par Billy Cranston en même temps que six Morphers Cosmic. Quatre ont été donnés à Amélia Jones, Javi Garcia, Izzy Garcia et Aiyon, tandis que les deux restants sont restés en possession de Solon en prévision du retour de Zayto et d'Ollie Akana dans l'équipe. Bien que Zayto ait effectivement pris le cinquième Orbe, Fern a utilisé de manière inattendue le sixième que Solon avait conservé (en plus de l'énergie de ce dernier) pour devenir la Ranger Cosmic Fury orange . Après le départ de Zayto lorsque sa vie mortelle s'est achevée, Ollie a rejoint à nouveau l'équipe après avoir été libéré du contrôle du Seigneur Zedd et a utilisé l'Orbe de Zayto.
  - Orbe cosmique Ankylo : L'Orbe cosmique Ankylo est l'orbe personnel de la Ranger Cosmic Fury rouge. En utilisant cet orbe dans le Morpher Cosmic Fury, elle peut se transformer en sa forme de Ranger respective. Cet orbe projette l'hologramme d'un Ankylosaure.
  - Orbe cosmique T-Rex : L'Orbe cosmique T-Rex est l'orbe personnel du Ranger Cosmic Fury zénith. En utilisant cet orbe dans le Morpher Cosmic Fury, il peut se transformer en sa forme de Ranger respective. Cet orbe projette l'hologramme d'un Tyrannosaure.
  - Orbe Cosmic Tricéra : L'Orbe cosmique Tricéra est l'orbe personnel du Ranger Cosmic Fury bleu. En utilisant cet orbe dans le Morpher Cosmic Fury, il peut se transformer en sa forme de Ranger respective. Cet orbe projette l'hologramme d'un Tricératops.
  - Orbe cosmique Tigre : L'Orbe cosmique Tigre est l'orbe personnel de la Ranger Cosmic Fury vert. En utilisant cet orbe dans le Morpher Cosmic Fury, elle peut se transformer en sa forme de Ranger respective. Cet orbe projette l'hologramme d'un Tigre à Dents de Sabre.
  - Orbe cosmique Stégo : L'Orbe cosmique Stégo est l'orbe personnel du Ranger Cosmic Fury noir. En utilisant cet orbe dans le Morpher Cosmic Fury, il peut se transformer en sa forme de Ranger respective. Cet orbe projette l'hologramme d'un Stégosaure.
  - Orbe cosmique Mosa : L'Orbe cosmique Mosa est l'orbe personnel du Ranger Cosmic Fury doré. En utilisant cet orbe dans le Morpher Cosmic Fury, il peut se transformer en sa forme de Ranger respective. Cet orbe projette l'hologramme d'un Mosasaure.
  - Orbe cosmique Solonienne : L'Orbe cosmique Solonienne est l'orbe personnel de la Ranger Cosmic Fury orange. En utilisant cet orbe dans le  Morpher Cosmic Fury, elle peut se transformer en sa forme de Ranger respective. Cet orbe projette l'hologramme d'un Soloniennesaure.

- Communicateurs ◆◆◆◆◆◆ : Les Communicateurs sont des dispositifs semblables à des montres intelligentes utilisés par les Rangers Cosmic Fury comme dispositifs de communication et moyens de téléportation d'un endroit à un autre.
- Blaster cosmique ◆◆◆◆◆◆ : Le Blaster cosmique est une arme de type canon formée lorsque les Rangers Cosmic Fury combinent leurs Armes cosmiques.
  - Marteau Ankylo : Le Marteau Ankylo est l'arme personnelle en forme de marteau du Ranger Cosmic Fury rouge. Il peut également produire des ondes de choc lorsqu'il est écrasé au sol.
  - Tricéra Blaser : Le Tricéra Blaster est l'arme personnelle de type blaster créé par Scrozzle et est utilisé par le Ranger Dino Fury bleu maléfique et le Ranger Cosmic Fury bleu. Il sert de déclencheur au Blaster cosmique.
  - Griffes Tigre : Les Griffes Tigre sont les armes personnelles en forme de dague du Ranger Cosmic Fury vert. Elles agissent également comme des boomerangs, revenant rapidement vers elle lorsqu'elles sont lancées vers une cible.
  - Pointe Stégo : La Pointe Stégo est l'arme personnelle en forme de hache du Ranger Cosmic Fury noir. Elle fonctionne également comme une guitare.
  - Lame Mosa : La Lame Mosa est l'arme personnelle en forme de blaster du Ranger Cosmic Fury doré.
  - Griffe Solonienne : La Griffe Solonienne est l'arme personnelle en forme de griffe de la Ranger Cosmic Fury orange. Elle peut être transformée en mode chaîne en séparant la griffe de la poignée.

- Bâton du Maître de la Transformation : Le Bâton du Maître de la Transformation est un bâton mystique qui était autrefois la propriété du Maître rouge. Il est utilisé par Billy Cranston pour accéder à la  Grille de Transformation afin de créer les Orbes cosmiques, et plus tard, il est utilisé par Zayto comme son arme personnelle en tant que Ranger Cosmic Fury zénith. À la suite du passage du Ranger Cosmic Fury zénith et de sa résurrection en tant que Maître zénith, il récupère temporairement le bâton avant de le rendre Maître rouge libéré et d'obtenir son propre bâton assorti. Par conséquent, le Bâton du Maître de la Transformation ne fait plus partie de l'Arsenal Cosmic Fury.
- Bras Rafkonien : Le Bras Rafkonien est un bras cybernétique créé par Billy Cranston et Solon pour remplacer le bras que Javi a perdu en plaçant le Bâton du Maître de la Transformation pour déverrouiller les Zords Cosmic Fury. Le Bras Rafkonien est extrêmement puissant, et Javi a dû s'habituer à sa puissance pour jouer d'instruments de musique comme la guitare.
- Sabre Dino Fury corrompu : Le Sabre Dino Fury corrompu est une arme de couleur bleu marine ressemblant à une épée utilisée par le Ranger Blue Dino Fury maléfique.
- Lance Laser : La Lance Laser est l'arme personnelle de type lance du Ranger bleu (Mighty Morphin).
- Sabre Étoile Ninja : Le Sabre Étoile Ninja est une arme de type épée utilisée par le Ranger Ninja Steel rouge (additionnel).
- Croiseur cosmique ◆◆◆◆◆◆ : Le Croiseur cosmique est à l'origine la forteresse souterraine enterrée sous Dinohenge qui est transformée en vaisseau spatial que les Rangers Cosmic Fury pilotent pour voyager à travers l'univers.

## Zords

### Zords Cosmic Fury
Les Zords Cosmic Fury ont été libérés de l'Autel de Zordnia avec l'aide du Bâton du Maître de la Transformation. Les Zords centraux ont ensuite été modifiés afin que n'importe quel Ranger puisse déployer n'importe quel Zord en utilisant une technologie de liaison à distance, éliminant ainsi le besoin d'énergies spécifiques aux Rangers lorsque l'équipe a été reconnectée à la Grille de Transformation. Ce système comprend plusieurs configurations, qui ne semblent pas avoir de noms spécifiques, mais se forment en fonction des outils nécessaires au moment de leur invocation.
- Zord Lion cosmique : Le Zord Lion cosmique est un Zord de type lion rouge originaire de Zordnia et est piloté par différents Rangers Cosmic Fury pour combattre lors de batailles géantes et voyager de planète en planète. Le Zord Lion cosmique est détruit par Maître Zedd lors de la bataille finale sur Eltar.
- Zord Scorpion cosmique : Le Zord Scorpion cosmique est un Zord de type scorpion orange originaire de Zordnia et est piloté par différents  Rangers Cosmic Fury pour combattre lors de batailles géantes et voyager de planète en planète. Le Zord Scorpion cosmique est détruit par Maître Zedd lors de la bataille finale sur Eltar.
- Zord Loup cosmique : Le Zord Loup cosmique est un Zord de type loup bleu originaire de Zordnia et est piloté par différents Rangers Cosmic Fury pour combattre lors de batailles géantes et voyager de planète en planète. Le Zord Loup cosmique est détruit par Maître Zedd lors de la bataille finale sur Eltar.
- Zord Balance cosmique : Le Zord Balance cosmique est un Zord de type tenbin doré originaire de Zordnia et est piloté par différents Rangers Cosmic Fury pour combattre lors de batailles géantes et voyager de planète en planète, il peut aussi passer en mode combat. Le Zord Balance cosmique est détruit par Maître Zedd lors de la bataille finale sur Eltar.
- Zord Taureau cosmique : Le Zord Taureau cosmique est un Zord de type taureau noir originaire de Zordnia et est piloté par différents Rangers Cosmic Fury pour combattre lors de batailles géantes et voyager de planète en planète. Le Zord Taureau cosmique est détruit par Maître Zedd lors de la bataille finale sur Eltar.
- Zord Cobra cosmique : Le Zord Cobra cosmique est un Zord de type cobra argenté originaire de Zordnia et est piloté par différents Rangers Cosmic Fury pour combattre lors de batailles géantes et voyager de planète en planète, il peut aussi passer en mode combat. Le Zord Cobra cosmique est détruit par Maître Zedd lors de la bataille finale sur Eltar.
- Zord Caméléon cosmique : Le Zord Caméléon cosmique est un Zord de type caméléon vert originaire de Zordnia et est piloté par différents Rangers Cosmic Fury pour combattre lors de batailles géantes et voyager de planète en planète. Le Zord Caméléon cosmique est détruit par Maître Zedd lors de la bataille finale sur Eltar.
- Zord Aigle cosmique : Le Zord Aigle cosmique est un Zord de type aigle rose originaire de Zordnia et est piloté par différents Rangers Cosmic Fury pour combattre lors de batailles géantes et voyager de planète en planète. Le Zord Aigle cosmique est détruit par Maître Zedd lors de la bataille finale sur Eltar.
- Zord Requin cosmique [5] : Le Zord Requin cosmique est un Zord de type requin jaune originaire de Zordnia et est piloté par différents Rangers Cosmic Fury pour combattre lors de batailles géantes et voyager de planète en planète. Le Zord Requin cosmique est détruit par Maître Zedd lors de la bataille finale sur Eltar.
- Zord Grizzly cosmique : Le Zord Grizzly cosmique est un Zord de type ours bleu clair originaire de Zordnia et est piloté par différents Rangers Cosmic Fury pour combattre lors de batailles géantes et voyager de planète en planète. Le Zord Grizzly cosmique est détruit par Maître Zedd lors de la bataille finale sur Eltar.
- Zord Dragon cosmique : Le Zord Dragon cosmique est un Zord de type dragon violet découvert par les Rangers Cosmic Fury sur Akraal et piloté par différents Rangers Cosmic Fury pour combattre lors de batailles géantes et voyager de planète en planète. Le Zord Dragon cosmique est détruit par Maître Zedd lors de la bataille finale sur Eltar.

## Megazords

### Megazord Cosmic Fury
- Megazord Cosmic Fury (V1) ◆❖❖❖❖ : Cette combinaison du Megazord Cosmic Fury se compose du Zord Requin cosmique en tant que bras droit, du Zord Cobra cosmique en tant que bras gauche, du Zord Caméléon cosmique en tant que jambe droite et du Zord Loup cosmique en tant que jambe gauche. Les attaques principales du Megazord incluent le Fouet Caméléon Électrique (lance son fil de grappin semblable à une langue pour attraper ou faire trébucher l'adversaire) et le Crochet Cobra cosmique (la tête du serpent peut être lancée sur un cou extensible pour mordre/attraper un adversaire). Son coup de grâce est la Mega Attaque cosmique, où la lame du Zord Requin cosmique recueille l'énergie des orbes et délivre trois coups accompagnés d'une pluie de météores enflammés.
- Megazord Cosmic Fury (V2) ◆❖❖❖❖ : Cette combinaison du Cosmic Fury Megazord se compose du Zord Scorpion cosmique en tant que bras droit, du Zord Taureau cosmique en tant que bras gauche, du Zord Caméléon cosmique en tant que jambe droite et du Zord Loup cosmique en tant que jambe gauche. Le Megazord peut effectuer l'Attaque Scorpion cosmique, où il délivre de puissantes décharges d'énergie des Zord Scorpion cosmique et Zord Taureau cosmique. Son coup de grâce est la Mega Attaque cosmique, où les quatre autres Zords Cosmic Fury se joignent et les neuf Zords lancent une pluie de rayons d'énergie capable de détruire une Mega Foreuse.
- Megazord Cosmic Fury (V3) ◆❖❖❖❖ : Cette combinaison du Megazord Cosmic Fury se compose du Zord Requin cosmique en tant que bras droit, du Zord Aigle cosmique en tant que bras gauche, du Zord Taureau cosmique en tant que jambe droite et du Zord Loup cosmique en tant que jambe gauche. Il peut utiliser les ailes du Zord Aigle cosmique comme des lames et invoquer des plumes grâce à ce Zord. Le Megazord peut également effectuer l'Attaque Requin cosmique (une série de coups d'énergie jaune avec la lame). Son coup de grâce est la Frappe Mega cosmique, où la lame du Zord Requin cosmique manifeste une flèche d'énergie tandis que les ailes du Zord Aigle cosmique servent d'arc pour la tirer sur l'adversaire.
- Megazord Cosmic Fury (V4) ◆❖❖❖❖ : Cette combinaison du Megazord Cosmic Fury se compose du Zord Requin cosmique en tant que bras droit, du Zord Aigle cosmique en tant que bras gauche, du Zord Caméléon cosmique en tant que jambe droite et du Zord Scorpion cosmique en tant que jambe gauche. Son coup de grâce avec le Zord Dragon cosmique est la Frappe cosmique, où le Megazord tire une flèche d'énergie.
- Megazord Cosmic Fury (V5) ◆❖❖❖❖ : Cette combinaison se compose du Zord Requin cosmique en tant que bras droit, du Zord Caméléon cosmique en tant que bras gauche, du Zord Taureau cosmique en tant que jambe droite et du Zord Loup cosmique en tant que jambe gauche. Les attaques principales du Megazord incluent l'Attaque Requin cosmique (utiliser la lame pour poignarder rapidement l'adversaire) et l'Attaque Loup cosmique (un coup de talon tournant tranchant). Il peut également utiliser les chenilles du Zord Taureau cosmique pour effectuer une attaque de charge.
- Megazord Cosmic Fury (V6) ◆❖❖❖❖ : Cette combinaison du Megazord Cosmic Fury  se compose du Zord Scorpion cosmique en tant que bras droit, du Zord Aigle cosmique en tant que bras gauche, du Zord Caméléon cosmique en tant que jambe droite et du Zord Loup cosmique en tant que jambe gauche. Son coup de grâce est la Frappe Mega Tourbillon cosmique, générant une lame d'énergie tourbillonnante à partir du Zord Aigle cosmique, qui est ensuite propulsée vers l'adversaire par le canon à faisceau du Zord Scorpion cosmique.
- Megazord Cosmic Fury (V7) ◆❖❖❖❖ : Cette combinaison du Megazord Cosmic Fury se compose du Zord Grizzly cosmique en tant que bras droit, du Zord Scorpion cosmique en tant que bras gauche, du Zord Taureau cosmique en tant que jambe droite et du Zord Loup cosmique en tant que jambe gauche.

### Megazord Dragon cosmique
- Megazord Dragon cosmique (V1) ❖❖❖ : Le Megazord Dragon cosmique est le Megazord secondaire des Rangers Cosmic Fury dans Power Rangers Cosmic Fury. Le Megazord peut exécuter l'attaque Poison Scorpion cosmique, en pulvérisant l'adversaire avec un toxique. Son coup final est la Frappe Mega Dragon, où le Megazord Dragon cosmique tire un rayon d'énergie concentrée à travers le Zord Grizzly cosmique.
- Megazord Dragon cosmique (V2) ❖❖❖ : Cette combinaison du Megazord Dragon cosmique se compose du Cosmic Balance Zord comme bras droit et du Zord Cobra cosmique comme bras gauche.
- Megazord Dragon cosmique (V3) ❖❖❖ : Cette combinaison du Megazord Dragon cosmique se compose du Zord Requin cosmique comme bras droit et du Zord Caméléon cosmique comme bras gauche. Il peut utiliser le Fouet Caméléon Électrique pour créer un piège filaire pour faire trébucher l'adversaire. Ses coups finaux sont la Frappe Mega Dragon, où la lame du Zord Requin cosmique rassemble de l'énergie à partir des orbes pour poignarder l'adversaire, et le Fouet Mega Dragon, où il libère un crochet énergisé et utilise le fouet du Zord Caméléon cosmique pour attraper le crochet et le balancer sur l'ennemi.

## Ultrazords
- Ultrazord Cosmic Fury ◆❖❖❖❖❖❖❖ : L'Ultrazord Cosmic Fury est la combinaison à la fois du Megazord Cosmic Fury et du Megazord Dragon cosmique. Son coup final est l'Ultra Frappe cosmique, qui implique l'Ultrazord lançant un puissant rayon laser depuis la "bouche" du casque du Zord Dragon cosmique sur son torse.

## Megazords Légendaires
Les Megazords Légendaires sont un groupe de Megazords qui viennent en aide aux Rangers Cosmic Fury pour repousser les Foreuses Calamar qui entourent Zordnia.
- Megazord (Mighty Morphin) : Le Megazord est le robot de la toute première équipe de Power Rangers. Il vient en aide aux Rangers Cosmic Fury pour détruire une armée de Foreuses Calamar.
- Astro Megazord (dans l'Espace) : L'Astro Megazord est le robot des Rangers de l'Espace. Il vient en aide aux Rangers Cosmic Fury pour détruire une armée de Foreuses Calamar.
- Galaxie Megazord (l'Autre Galaxie) : Le Galaxie Megazord est le robot des Rangers Galactiques. Il vient en aide aux Rangers Cosmic Fury pour détruire une armée de Foreuses Calamar.
- Megazord Lumière Ninja (Super Ninja Steel) : Le Megazord Lumière Ninja est le robot des Rangers Ninja Steel. Il vient en aide aux Rangers Cosmic Fury pour détruire une armée de Foreuses Calamar.
- Megazord Beast-X (Beast Morphers) : Le Megazord Beast-X est le robot des Rangers de la Grille Battleforce. Il vient en aide aux Rangers Cosmic Fury pour détruire une armée de Foreuses Calamar.

## Production

### Développement
Le producteur exécutif, Simon Bennett, a proposé une idée pour une éventuelle troisième saison future en utilisant des séquences de Zord de Uchu Sentai Kyuranger. Après le succès de Dino Fury, le développement de la trentième saison des Power Rangers a été approuvé dès mai 2021, avec les acteurs et l'équipe de Dino Fury déjà engagés pour jouer. En février 2022, les côtés de casting pour la saison ont été publiés.
La série était initialement prévue pour être simplement la troisième saison de Dino Fury, mais le titre a été changé pour sa propre saison unique intitulée Cosmic Fury à des fins de marketing. En juin 2022, le nouveau titre a été divulgué au public, bien qu'il ait d'abord été considéré comme un titre provisoire susceptible de changer.

### Tournage
Le tournage de Power Rangers : Cosmic Fury a débuté le 27 octobre 2022 en Nouvelle-Zélande,. Il a été réalisé en résolution 6K à l'aide de caméras RED V Raptor et s'est achevé avant le 25 décembre 2022.

### Post-production
Le 29 mai 2023, plusieurs acteurs de doublage ont été annoncés comme ayant été choisis pour interpréter les méchants.
Au début du mois de juin, le travail de doublage ADR avait été achevé,. À la fin de juillet, la post-production était terminée.
Le 17 août 2023, David Yost a été révélé comme reprenant son rôle de Billy Cranston.

### Marketing
Le 30 septembre 2022, Hasbro Pulse a dévoilé des concepts artistiques pour les costumes des Rangers de Cosmic Fury, en mettant particulièrement l'accent sur les Rangers vert et doré. En octobre, le concept artistique pour le Ranger Cosmic Fury bleu a été révélé. Le 17 janvier 2023, des concepts artistiques pour les Rangers restants, notamment les Rangers noir, zénith et rouge, ont été dévoilés. Le même jour, une vidéo a été publiée mettant en vedette la distribution principale dans leurs costumes, avec Amélia mise en avant en tant que première Ranger rouge féminine permanente.
À l'origine, les producteurs voulaient que Zayto reste un Ranger blanc pour son nouveau costume, mais Hasbro a opposé son veto, craignant des réactions négatives pour avoir donné un costume de Ranger blanc à un homme de couleur. Un Ranger titanium (de couleur grise) a été proposé mais rejeté par Hasbro. C'est ensuite le beige qui a été proposé et cela a été approuvé par Hasbro. Il porte donc un costume de couleur beige, devenant ainsi le premier Ranger de cette couleur, une exclusivité de la série jamais vue dans un Super Sentai.
Le 24 mai 2023, Bennett a révélé une présentation des armes des Rangers. Le 30 mai 2023, il a dévoilé un premier aperçu du Morpher Cosmic Fury.
Le 17 août 2023, la séquence d'ouverture a été diffusée, révélant une date de sortie pour l'émission le 29 septembre.
Le 28 août 2023, à l'occasion du 30e anniversaire de la franchise, un extrait de prévisualisation du premier épisode a été publié.
Le 18 septembre 2023, la Ranger Cosmic Fury rouge a été teasé, puis révélé trois jours plus tard comme personnage jouable pour le jeu mobile Power Rangers: Legacy Wars,. Lors d'un flux Hasbro Pulse le 22 septembre 2023, un deuxième extrait de prévisualisation a été publié.

### Continuité
La série se déroule quelque temps après la fin de Dino Fury, les Rangers partant dans l'espace pour affronter le Seigneur Zedd. Selon Simon Bennett, Cosmic Fury se déroule après Toujours vers le futur. Dans l'épisode Changement de camp, le tube d'énergie de Cranston Technologies est toujours montré comme étant fissuré à cause de l'essence maléfique de Rita.

## Épisodes de la trentième saison (2023)
| Saison | Saison | Épisodes | Première diffusion          |
| ------ | ------ | -------- | --------------------------- |
|        | 30     | 10       | 29 septembre 2023 (Netflix) |

| No de production | No d'épisode | Titre français          | Titre original      | Première diffusion ( Monde) |
| ---------------- | ------------ | ----------------------- | ------------------- | --------------------------- |
| 964              | 01           | La foudre frappe        | Lightning Strikes   | 29 septembre 2023           |
| 965              | 02           | Irréparable ?           | Beyond Repair       | 29 septembre 2023           |
| 966              | 03           | Déconnexion             | Off Grid            | 29 septembre 2023           |
| 967              | 04           | Travail d'équipe        | Team Work           | 29 septembre 2023           |
| 968              | 05           | Métal hurlant           | Rock Out            | 29 septembre 2023           |
| 969              | 06           | Décollage               | Take Off            | 29 septembre 2023           |
| 970              | 07           | Opération Sel et Poivre | Operation Seasoning | 29 septembre 2023           |
| 971              | 08           | Changement de camp      | Switching Sides     | 29 septembre 2023           |
| 972              | 09           | Plan à exécution        | Master Plan         | 29 septembre 2023           |
| 973              | 10           | Fin                     | The End             | 29 septembre 2023           |

## Autour de la série
- Alors que la série était doublée à Lyon depuis Power Rangers : Dino Charge[24], cette nouvelle saison bénéficie d'un doublage réalisé à Paris, avec certains comédiens comme Mark Lesser, reprenant les rôles qu'ils avaient originellement doublés, tout comme le téléfilm qui la précèdé Power Rangers : Toujours vers le futur (2023) en raison du nouveau diffuseur, Netflix.
- Simon Bennett, producteur exécutif de la série, a révélé les éléments qui ont été intégrés dans la série à la suite des remarques des fans.[réf. nécessaire] Voici ce qui a été pris en compte :
  1. Absence de morale dans les épisodes : l'approche morale a été supprimée. Les épisodes se concentrent davantage sur l'action et l'intrigue, offrant aux fans une expérience dynamique et palpitante.
  2. Pas de duo comique : conscients des commentaires des fans, les créateurs ont décidé d'éviter l'inclusion d'un duo comique dans la série. Cela permet de se concentrer davantage sur l'aspect sérieux de l'histoire et de développer les personnages de manière différente.
  3. De vraies explosions : pour offrir une expérience visuelle plus réaliste et immersive, la série intègre de véritables explosions lors des scènes d'action. Cela contribue à renforcer l'impact des combats et à augmenter l'excitation des fans.
  4. Pas de fillers : les épisodes sont dépourvus de « fillers » (épisodes de remplissage). Chaque épisode est conçu pour faire progresser l'intrigue principale et développer les personnages de manière significative, offrant aux fans une narration cohérente et captivante.
  5. Fils rouges de l'histoire et des personnages : Tout au long de la saison, Power Rangers Cosmic Fury met en place des fils rouges captivants, à la fois pour l'intrigue globale et pour le développement des personnages. Chaque épisode se termine de manière à susciter l'envie de voir la suite, enchaînant directement avec l'épisode suivant.
  6. Armes personnelles personnalisées : chaque Ranger dispose d'une arme personnelle unique et personnalisée qui lui correspond. Ces armes reflètent la personnalité et les compétences spécifiques de chaque Ranger, ajoutant une dimension supplémentaire à leurs pouvoirs et à leurs combats.
  7. Monstres originaux : La série présente des monstres originaux spécialement créés pour Cosmic Fury. Ces nouveaux antagonistes apportent un souffle de fraîcheur à la franchise, avec des designs uniques et des pouvoirs distinctifs, offrant ainsi des défis inédits pour les Rangers.
  8. Plus de musique de Bert Selen : En réponse aux attentes des fans, la série inclut davantage de musiques composées par Bert Selen. Ses compositions dynamiques et épiques accompagnent les moments clés de l'action, renforçant ainsi l'immersion et l'excitation des téléspectateurs.
  9. Nouvelle musique de générique : la série présente un tout nouveau générique, avec une musique originale spécialement composée pour la série.

### Différences
- Les cockpits des Zords sont opaques dans Cosmic Fury, dans Uchu Sentai Kyuranger, les zones de pilotage sont transparents et on voit les Sentais dans les orbes durant la formation du Mécha.
- Sur les 15 Mechas de Uchu Sentai Kyuranger, seulement 11 ont été adaptés dans Cosmic Fury, les 4 Mechas manquant étant basé sur les constellations du Lionnet, du Navire Argo/Phoénix, d'Orion et de Cerbère (Formant les Méchas Kyutama Gattai Gigant Houou, Kyutama Gattai Cerberios, Kyutama Gattai Super KyurenOh et Kyutama Gattai Orion Battler.)
- C'est la plus courte de toutes les saisons de Power Rangers avec seulement 10 épisodes. Elle devait en avoir 20 à l'origine.
- Aucun autre des plus grands méchants des Power Rangers tels que : Trakeena, les Psycho Rangers, Venjix, Galvanax ou Odius ne sont revenus se joindre à Zedd contre les Rangers.